# 帕卡湖

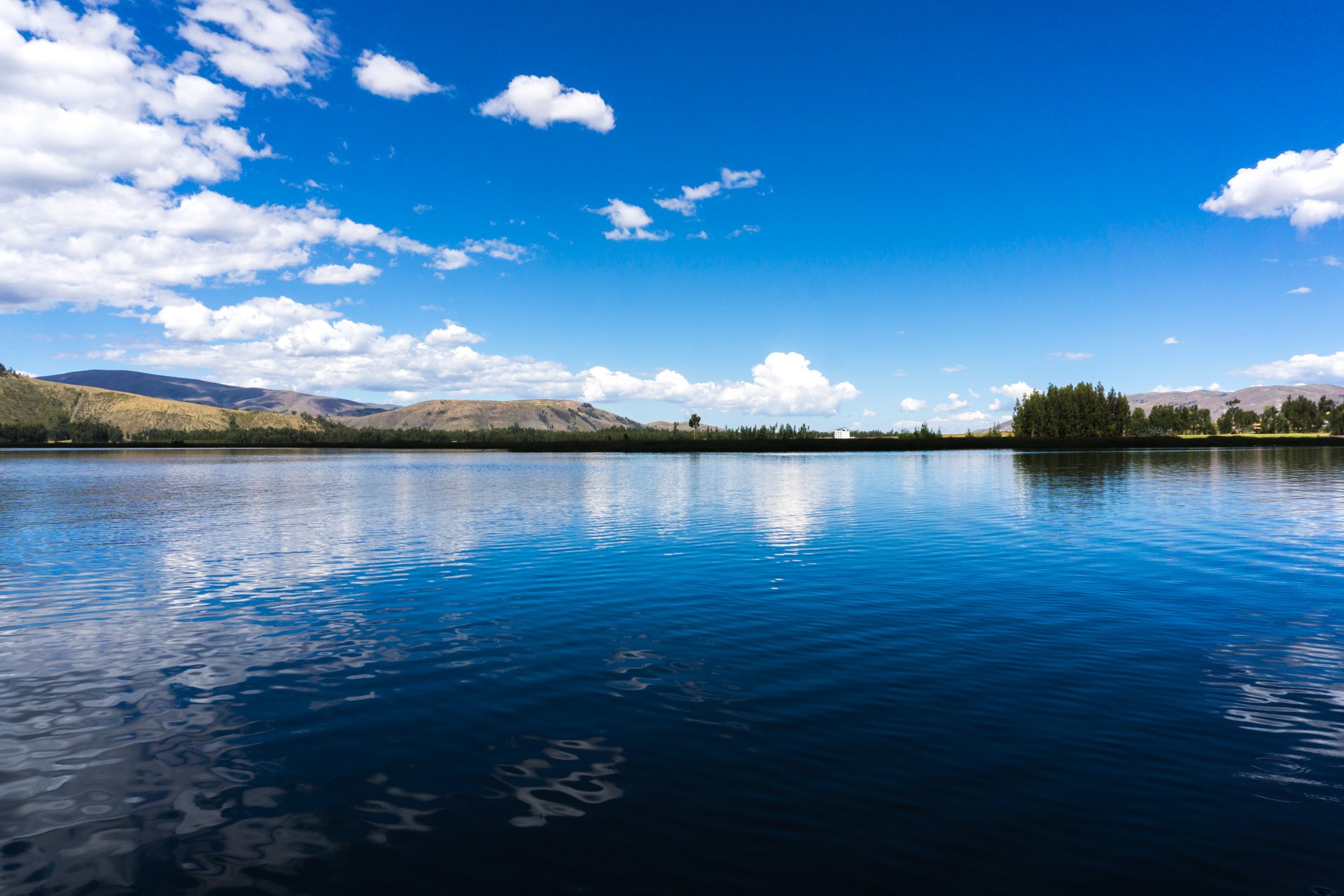

11°43′47″S 75°30′24″W / 11.72972°S 75.50667°W
帕卡湖（西班牙語：Laguna de Paca），是秘魯的湖泊，位於該國中部胡寧大區，由豪哈省負責管轄，處於豪哈以北3.5公里，面積21.4平方公里，海拔高度3,418米，最大水深超過30米。